# Ilie Daniel Popescu
Ilie Daniel Popescu född den 1 juni 1983 i Reșița, Rumänien, är en rumänsk gymnast.
Han tog OS-brons i lagmångkampen i samband med de olympiska gymnastiktävlingarna 2004 i Aten.